# Lutzomyia bursiformis
Lutzomyia bursiformis är en tvåvingeart som först beskrevs av Floch H., Abonnenc E. 1944.  Lutzomyia bursiformis ingår i släktet Lutzomyia och familjen fjärilsmyggor.
Artens utbredningsområde är Guyana. Inga underarter finns listade i Catalogue of Life.